# Ide Gakusui
Pour les articles homonymes, voir Ide.
Ide Gakusui (井出 岳水), né en 1899 à Funatsumura, dans la préfecture de Yamanashi, sous le nom de Ide Taizō (井出泰三) et mort en 1978, est un artiste d'ukiyo-e du mouvement shin-hanga, connu pour ses représentations de grues et de hérons.

## Biographie
Né en 1899 à Yamanashi, Ide Gakusui est diplômé de l'école des Beaux-Arts de l'université de Tokyo. Il complète sa formation à l'ukiyo-e auprès de Yamanōchi Tamon puis d'Arai Kampō. 
Il part vivre en Chine de 1929 à 1946, et ouvre à Shangai une école de peinture japonaise. 
À son retour au Japon, il dessine quinze estampes de fleurs ou d’oiseaux (genre kachō-ga) que l'éditeur Watanabe Shōsaburō publie de 1949 au milieu des années 1950. Sa production continue après cette date jusqu'à la fin des années 50, avec des éditeurs inconnus.